# Rogacze-Kolonia (obwód grodzieński)
Rogacze-Kolonia (biał. Выселка Рагачы) – wieś na Białorusi, położona w obwodzie grodzieńskim w rejonie grodzieńskim w sielsowiecie podłabieńskim.
W latach 1921–1939 wieś Rogacze-Kolonia należała do gminy Nowy Dwór, w ówczesnym województwie białostockim.